# Ostericum
Ostericum es un género con 2 especies perteneciente a la familia  Apiaceae, se encuentran en China.

## Especies
- Ostericum huadongense Z.H.Pan & X.H.Li
- Ostericum sieboldii (Miq.) Nakai